# Spaanse parlementsverkiezingen 2015
De Spaanse parlementsverkiezingen van 2015 werden gehouden op 20 december, aan het einde van de ambtstermijn van de zittende premier Mariano Rajoy. Bij deze verkiezingen werd er voor beide kamers van de Cortes Generales gestemd, dat wil zeggen zowel voor het Congres van Afgevaardigden als voor (een deel van) de Senaat. Na deze verkiezingen begint de XIe legislatuur na de herinvoering van de democratie in Spanje. De organisatie en het verloop van parlementsverkiezingen in Spanje is geregeld in de grondwet van dat land. 
De verkiezingen hebben een belangrijke historische waarde, omdat er (volgens alle peilingen) een einde komt aan het de facto tweepartijenstelsel dat sinds de invoering van de democratie de Spaanse politiek bepaalde.

## Aanloop tot de verkiezingen
De parlementsverkiezingen in 2015 komen aan het einde van de tiende legislatuur en de eerste ambtstermijn van Mariano Rajoy, die in 2011 het roer over had genomen van zijn voorganger Zapatero in de context van een zware economische crisis. In 2015 zijn de gevolgen van deze crisis nog goed voelbaar in het land en deze verkiezingen staan deels dan ook in het teken van de economie.
Een ander belangrijk thema is de corruptie. De zittende regeringspartij, de Partido Popular, alsook de belangrijkste oppositiepartij, de PSOE (de socialisten) hebben tijdens de tiende legislatuur te maken gekregen met het ene corruptieschandaal na het andere, zoals de zaak-Gürtel, de zaak-ERE of de zaak-Bárcenas.
Zowel de slechte toestand van de economie als de corruptieschandalen binnen wat wordt gezien als de zittende heersende klasse, heeft gezorgd voor de opkomst van linkse protestbewegingen. Het verklaart ook het succes van de rechtse partij Cuidadanos (C's), die aan de rechterflank als alternatief voor de PP wordt gezien.
Naast de economische situatie van het land en de corruptie is de onafhankelijkheidsbeweging in de regio Catalonië, die tijdens de regeerperiode van Rajoy een grote vlucht heeft genomen, een thema tijdens deze verkiezingen.

## Partijen, kandidaten en programma's
Spanje kent een districtenstelsel met gesloten lijsten. Dit betekent dat kiezers geen voorkeurstem kunnen uitbrengen op een persoon op een lijst van een partij, maar enkel voor een partij op zich kunnen stemmen. Desalniettemin wijzen alle partijen een aanvoerder aan, die het gezicht van de partij is en het premierschap op zich zal nemen mocht de partij als grootste uit de verkiezingen komen. Gewoontegetrouw is dit de bovenste kandidaat op de kieslijst in het kiesdistrict Madrid. Ook de kleinere partijen die geen kans maken de grootste te worden, doen dit.

### PP (conservatief)
Names de Partido Popular (Volkspartij, kortweg PP) is de zittende premier Mariano Rajoy herkiesbaar als premier. Zijn beleid tijdens de voorgaande legislatuur was omstreden. Tijdens de campagne richt de PP zich met name op het economische herstel dat zich in heeft gezet aan het einde van de voorgaande regeerperiode.

### PSOE (socialistisch)
Voor de Partido Socialista Obrero Español (Spaanse socialistische arbeiderspartij, kortweg PSOE) is Pedro Sánchez kandidaat voor het premierschap. Hoewel de PSOE van oudsher, naast de PP, de belangrijkste partij van het land is, en tijdens de tiende legislatuur de belangrijkste oppositiepartij was, heeft de partij maar ten delen weten te profiteren van de vele kritiek op de regering van Rajoy en zich nauwelijks hersteld van de opgelopen klap tijdens de vorige verkiezingen in 2011.
De partij presenteert zich als enige goede alternatief voor de PP vanwege de ruime bestuurservaring, die andere oppositiepartijen ontberen. Er wordt beloofd een economisch soepeler beleid te voeren, met meer aandacht voor sociale rechten.

### Podemos (radicaal links)
Podemos is ontstaan uit de 15 mei-beweging en de straatprotesten in 2011 tegen het neoliberale bezuinigingsbeleid van Rajoy. Een tijd lang heeft Podemos bovenaan gestaan in de peilingen, maar is in de laatste maanden voor de verkiezingen weggezakt, met name door de negatieve beeldvorming rondom het beleid van Tsipras' Syriza in Griekenland, waar de beweging zich nauw verwant mee heeft verklaard. In een groot aantal kiesdistricten is Podemos een verbinding aangegaan met lokale protestpartijen.
Podemos staat een uitgesproken links programma voor, waarin niet alleen een groot deel van de veranderingen die door zijn gevoerd door Rajoy worden teruggedraaid, maar uitgesproken linkse maatregelen genoemd worden, waardoor de partij vaak vergeleken wordt met het Chavisme in Venezuela. Hoewel Podemos dit op veel kritiek van alle andere partijen is komen te staan, verdedigt de partij zelf het chavistische beleid in Venezuela.

### Ciudadanos
Ciudadanos (kortweg C's) is een van oorsprong Catalaanse partij, opgericht in 2006, die qua denkbeelden dicht bij de Partido Popular staat. Ondanks de herkomst van de partij, zijn de denkbeelden uitgesproken unionistisch en tegen een onafhankelijk Catalonië. Namens C's is Albert Rivera kandidaat voor het premierschap.

### Andere partijen
Naast deze vier partijen neemt een groot aantal andere partijen deel, echter allen in de marge als het gaat om de strijd om het premierschap of om deel uit te kunnen gaan maken van een nieuwe regering. Van deze andere partijen wordt de grootste rol toegekend aan IU, verenigd links, onder leiding van Alberto Garzón. Andere partijen die zetels zullen gaan halen zijn de Catalaanse partijen CDC, waartoe ook de Catalaanse regiopresident Artur Mas behoort, en ERC, nationalistische partijen uit andere regio's (met name het Baskenland, Navarra, Galicië en de Canarische Eilanden). Het is onzeker of de democraten van UPyD terug zullen keren in de volksvertegenwoordiging.

## Electorale kalender
- 27 oktober: ontbinding van de Cortes Generales
- 18 november: bekendmaking van de kieslijsten
- 4 december: aanvang van de officiële verkiezingscampagne
- 15 december: aanvang van de periode waarin er geen opiniepeilingen meer gepubliceerd mogen worden
- 19 december: de día de reflexión
- 20 december: verkiezingsdag
- 13 januari: inhuldiging van de Cortes Generales in de nieuwe samenstelling

## Campagne
De campagne voor de parlementsverkiezingen in Spanje heeft een maximale duur van ongeveer twee weken.

## Resultaten
De opkomst voor deze verkiezingen was 73,20%.
Zoals uit de peilingen al bleek, heeft de conservatieve Partido Popular de meeste zetels gehaald. Desalniettemin heeft deze partij een enorm verlies geleden. Ook verliest de partij de absolute meerderheid (176 zetels).
| Partij                       | Aantal stemmen | %     | +/- %  | Zetels congres | +/- zetels congres | Zetels senaat | +/- zetels senaat |
| ---------------------------- | -------------- | ----- | ------ | -------------- | ------------------ | ------------- | ----------------- |
| PP                           | 7.215.530      | 28,72 | -15,91 | 123            | -63                | 124           | +12               |
| PSOE                         | 5.530.693      | 22,01 | -6,75  | 90             | -20                | 47            | -1                |
| Podemos1                     | 5.189.333      | 20,66 | +20,66 | 69             | +69                | 16            | +16               |
| Ciudadanos                   | 3.500.446      | 13,93 | +13,93 | 40             | +40                |               |                   |
| ERC                          | 599.289        | 2,39  | +1,33  | 9              | +6                 | 6             | +6                |
| Democràcia i Libertat2       | 565.501        | 2,25  | +2,25  | 8              | +8                 | 6             | +6                |
| PNV                          | 301.585        | 1,20  | -0,13  | 6              | +1                 | 6             | +2                |
| Unidad Popular3              | 923.105        | 3,67  | -3,25  | 2              | –9                 | 0             | 0                 |
| EH Bildu                     | 218.467        | 0,87  | -0,5   | 2              | –3                 | 0             | -3                |
| CC                           | 81.750         | 0,33  | –0,26  | 1              | -1                 | 1             | +/-               |
| Cambio-Aldaketa              |                |       |        |                |                    | 1             | +1                |
| Agrupación Socialista Gomera |                |       |        |                |                    | 1             | +1                |

1Podemos bestaat uit: En comú podem in Catalonië, 927.940 stemmen, 3,69% (van het landelijke totaal), 12 zetels; Compromís-Podemos-És el moment in de regio Valencia, 671.071 stemmen, 2.67% (van het landelijke totaal), 9 zetels; En Marea in Galicië, 408.370 stemmen, 1,63% (van het landelijke totaal), 6 zetels en in de rest van Spanje Podemos, 3.181.952 stemmen, 12,67% (van het landelijke totaal), 42 zetels.
2Democràcia i Libertat is een Catalaanse nationalistische lijstverbinding tussen CDC (de partij van de Catalaanse regiopresident Artur Mas), DC en Reagrupament
3Unidad Popular is een coalitie rondom Izquierda Unida met Unidad popular en común
1977 · 1979 · 1982 · 1986 · 1989 · 1993 · 1996 · 2000 · 2004 · 2008 · 2011 · 2015 · 2016 · 2019 (april) · 2019 (november) · 2023